# Stazione di Monserrato
Stazione di Monserrato vasútállomás Olaszországban, Szardínia régióban, Monserrato településen.

## Vasútvonalak
Az állomást az alábbi vasútvonalak érintik:
- Cagliari–Isili-vasútvonal

## Kapcsolódó állomások
A vasútállomáshoz az alábbi állomások vannak a legközelebb: 
- Stazione di Selargius
- Stazione di Monserrato Redentore
- Stazione di Monserrato Gottardo